# Rökstenen
Rökstenen er en berømt runesten fra Östergötland i Sverige. Granitstenen er ca. 382 cm høj (de 125 cm under jorden), 138 cm bred og mellem 19 og 43 cm tyk. Rökstenen indeholder verdens længste runeindskrift.
I 1100-tallet blev Rökstenen anvendt som byggemateriale til en væg i en kirke. Derfor var kun forsiden synlig. Da man i 1862 tog stenen ud af kirken, opdagede man, at granitblokken også havde runer på bagsiden, begge sideflader og på toppen.
Runerne er en blanding af kvistruner, lønruner (der skal læses bagfra) og en kombination af yngre og ældre runer og svært læsbare tegn.